# Latijns-Amerikaanse keuken
De Latijns-Amerikaanse keuken omvat de keukens van Latijns-Amerika. De eetcultuur hier is beïnvloed door de Spaanse en Portugese keuken, maar bevat veel elementen van de oorspronkelijke keuken. In het noorden van Zuid-Amerika worden deze invloeden verder aangevuld met Afrikaanse invloeden dankzij de vroegere slavenhandel. Dankzij de Spaanse en Portugese koloniale macht in deze regio is de keuken hier ook beïnvloed door de Rooms-Katholieke Kerk.
Basisproducten zijn voornamelijk maïs, rijst, lokale granen, bonen en pompoen.
- Mexicaanse keuken
- Caraïbische keuken
- Centraal-Amerika
  - Belizaanse keuken
  - Costa Ricaanse keuken
  - Guatemalteekse keuken
  - Hondurese keuken
  - Nicaraguaanse keuken
  - Panamese keuken
  - Salvadoraanse keuken
- Zuid-Amerika
  - Argentijnse keuken
  - Boliviaanse keuken
  - Braziliaanse keuken
  - Chileense keuken
  - Colombiaanse keuken
  - Ecuadoraanse keuken
  - Guyanese keuken
  - Paraguayaanse keuken
  - Peruviaanse keuken
  - Surinaamse keuken
  - Uruguayaanse keuken
  - Venezolaanse keuken

## Galerij

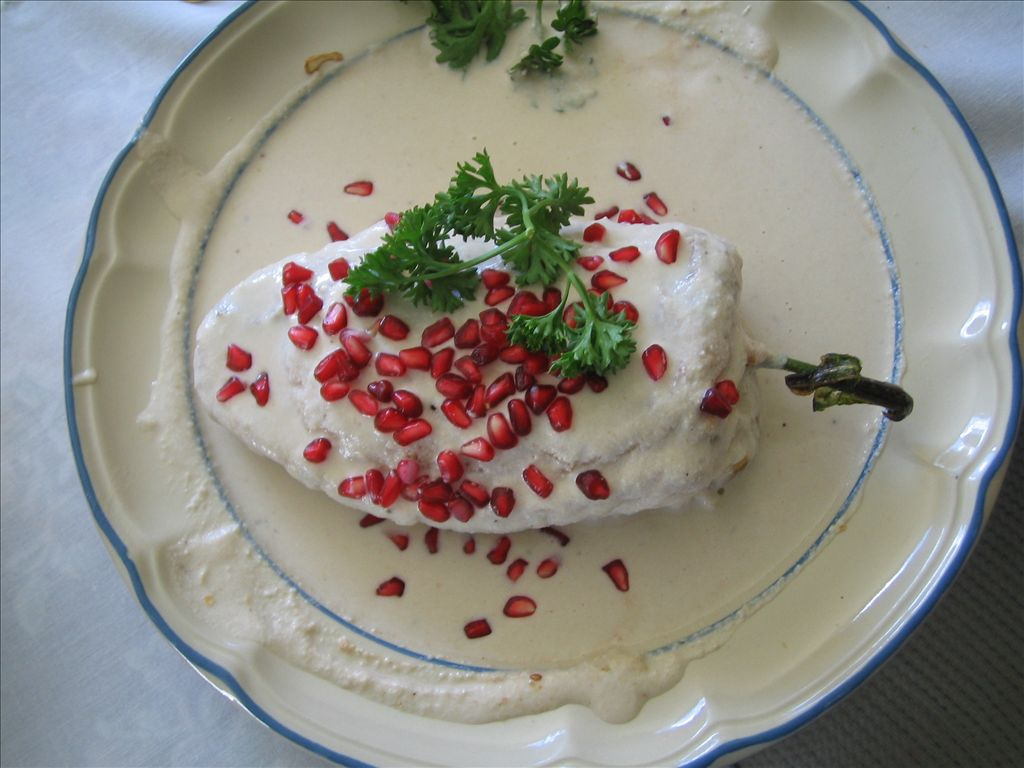
Chiles en nogada is vanwege de groene, witte en rode kleur (de kleuren van de Mexicaanse vlag) van het gerecht een populair gerecht tijdens de vieringen van de Grito de Dolores.
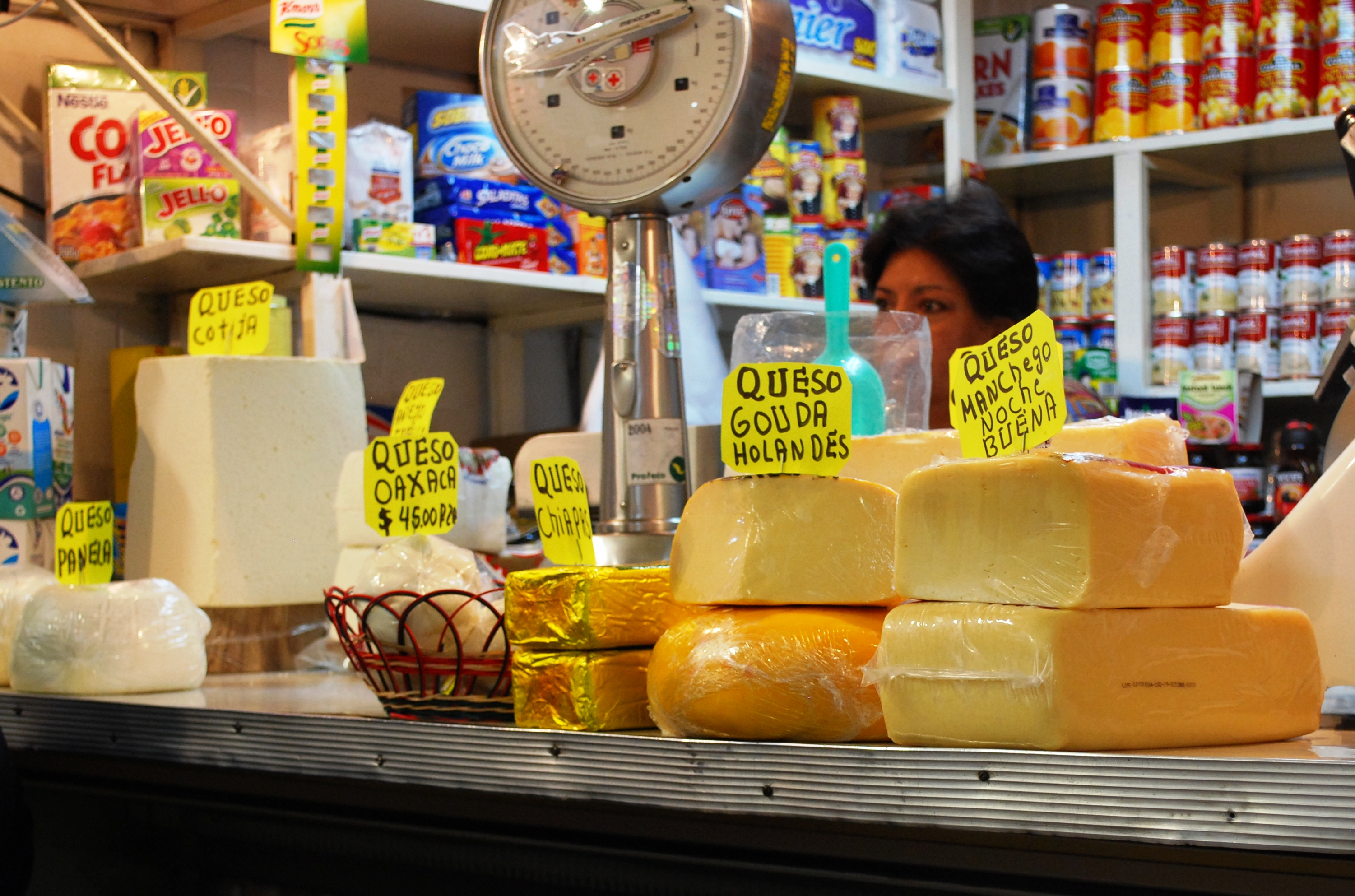
Mexicaanse kaas op een kaasmarkt in Coyoacán.
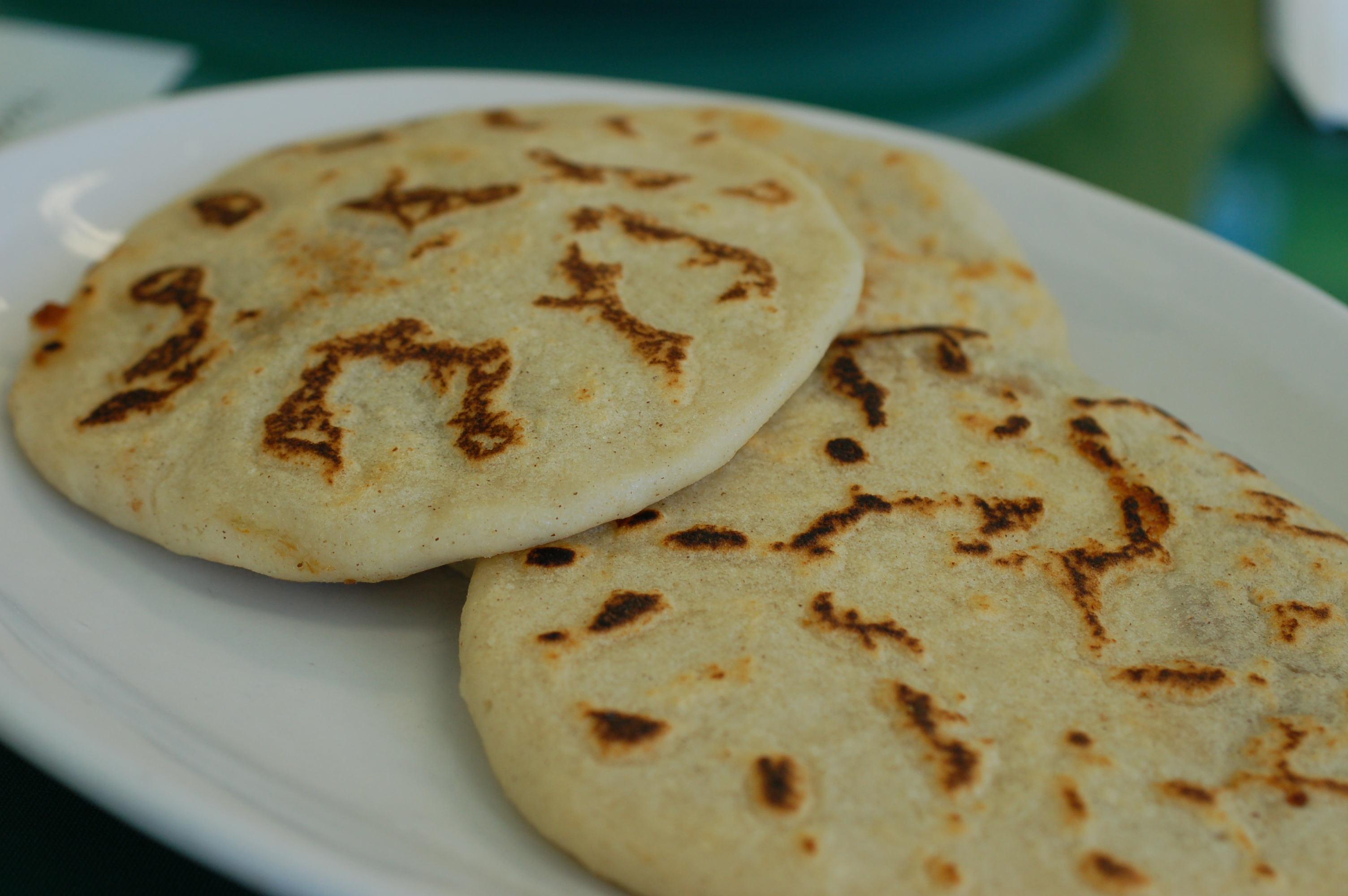
Pupusas, het nationale en meest bekende voedsel van El Salvador.
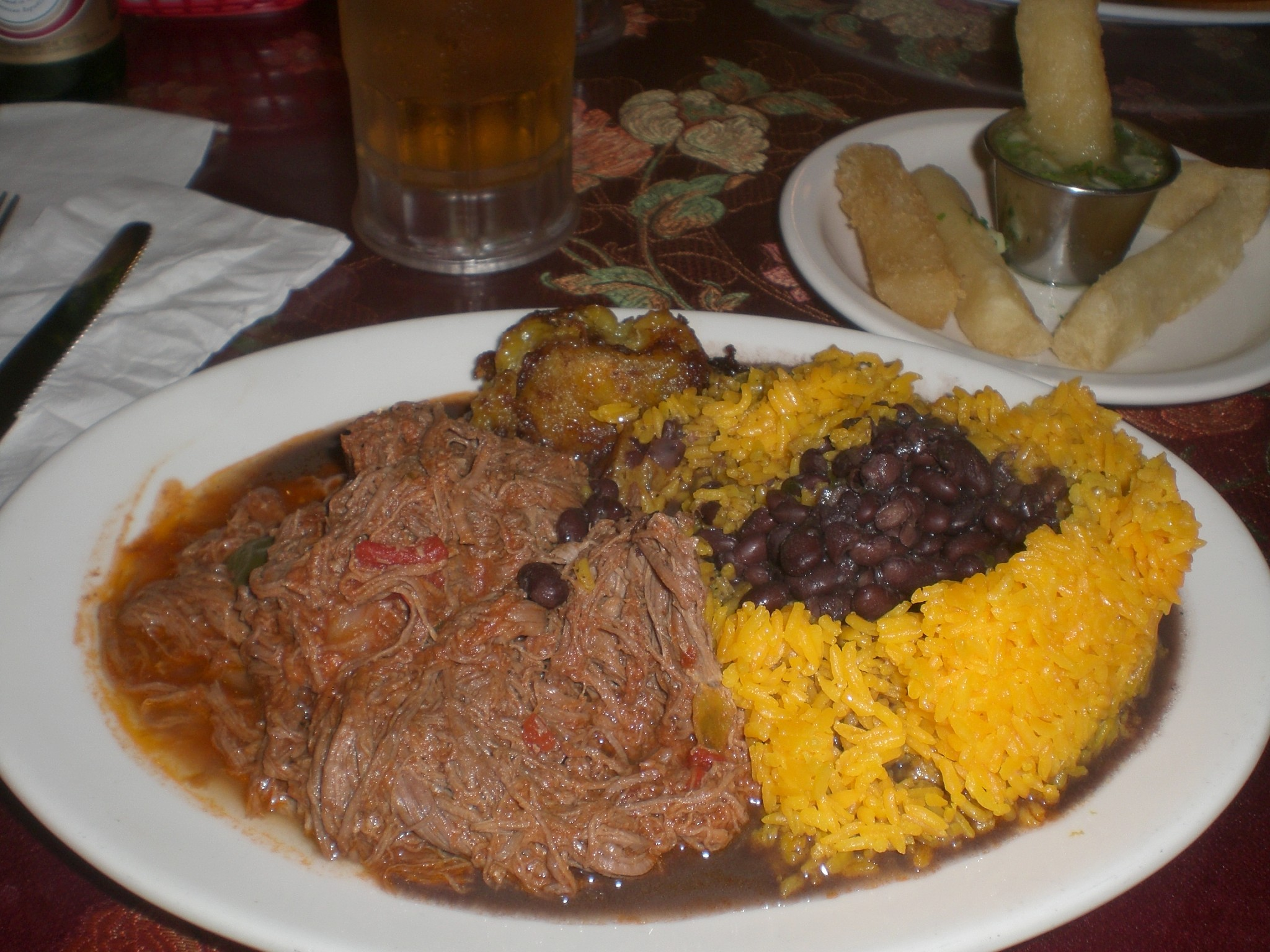
Ropa vieja, zwarte bonen, rijst, en gefrituurde cassave met bier (Cuba).
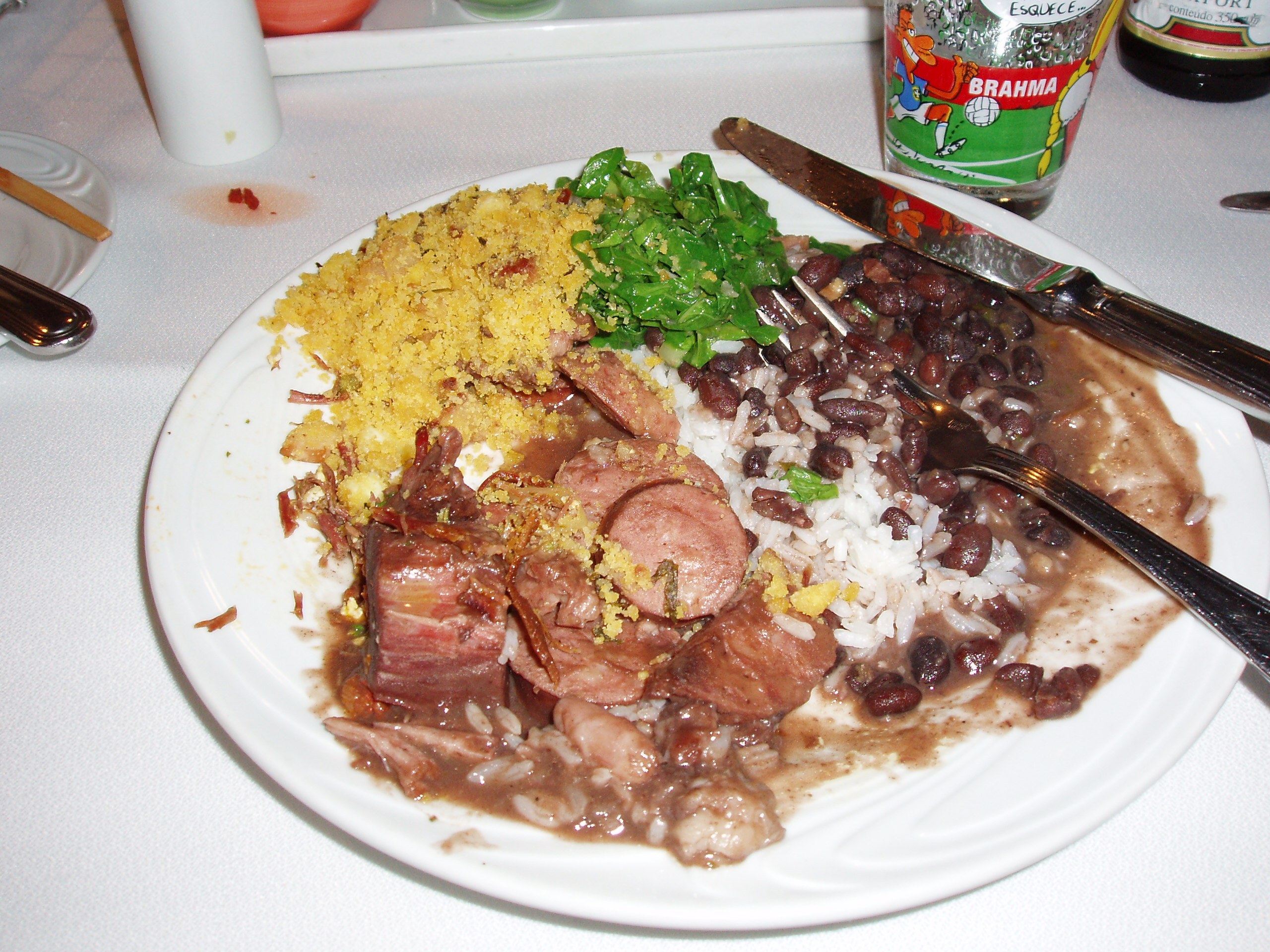
Feijoada (Zuid-Amerika).
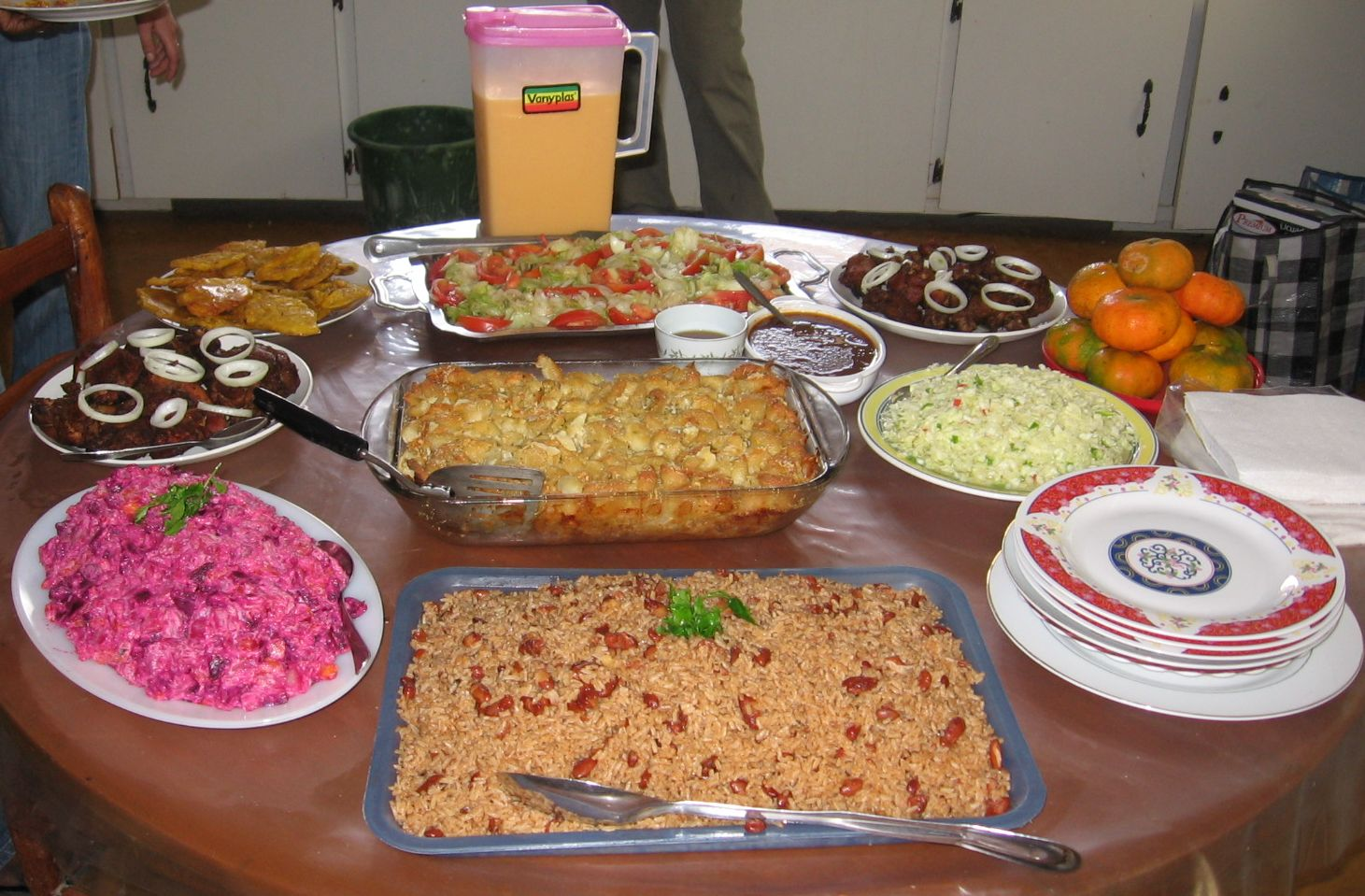
Haitiaanse maaltijd.
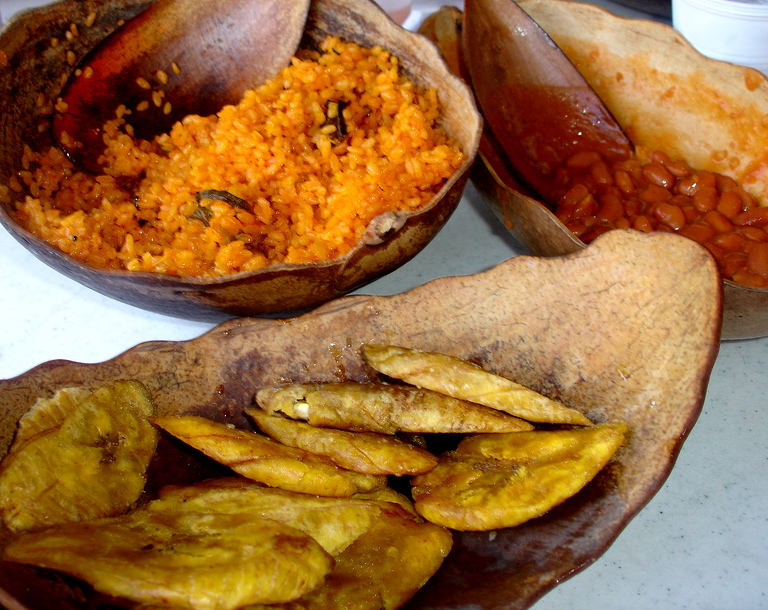
Puerto Ricaans voedsel.
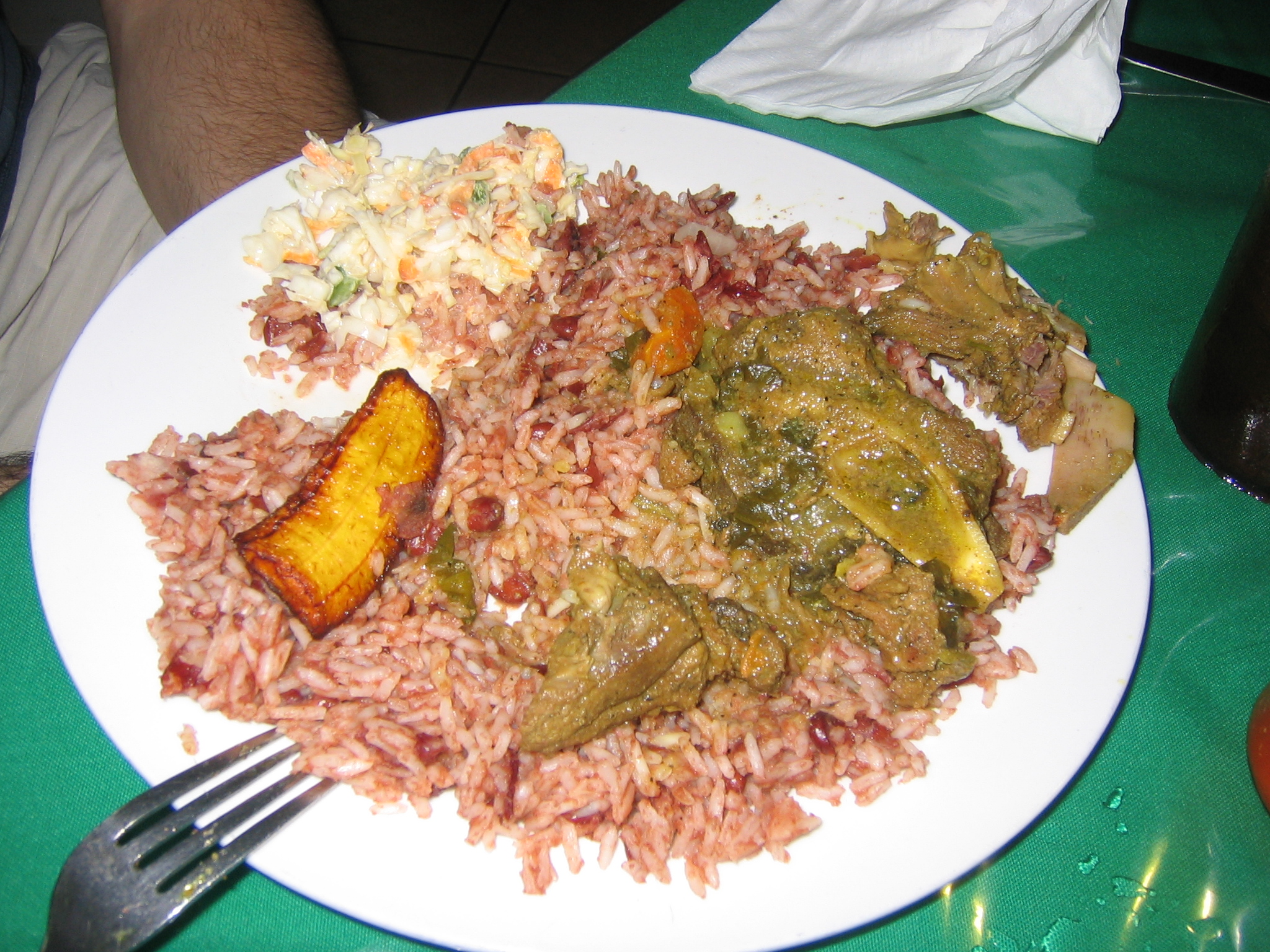
Belizaanse maaltijd.
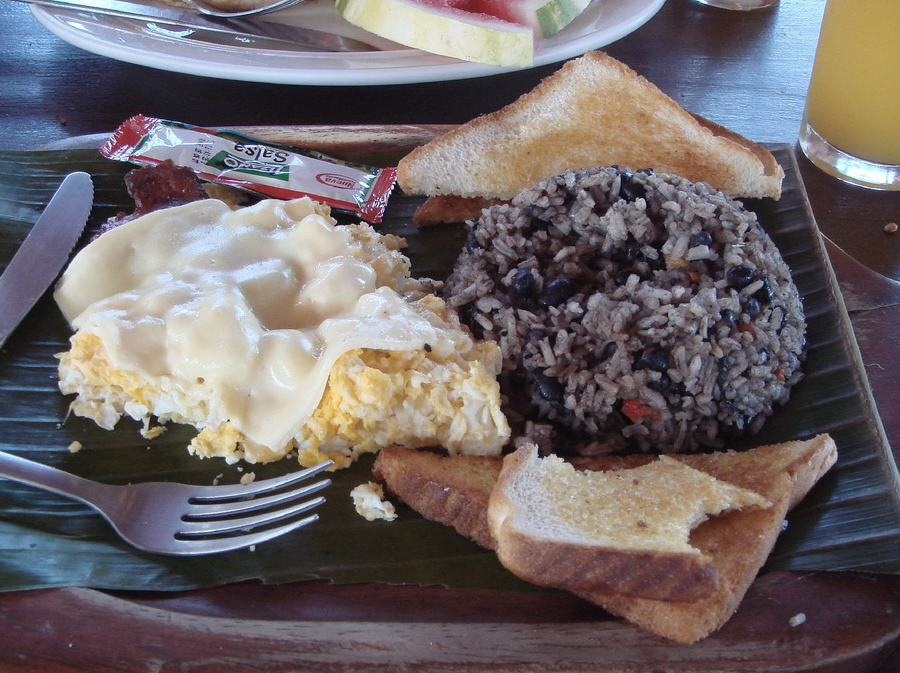
Costa Ricaans voedsel.
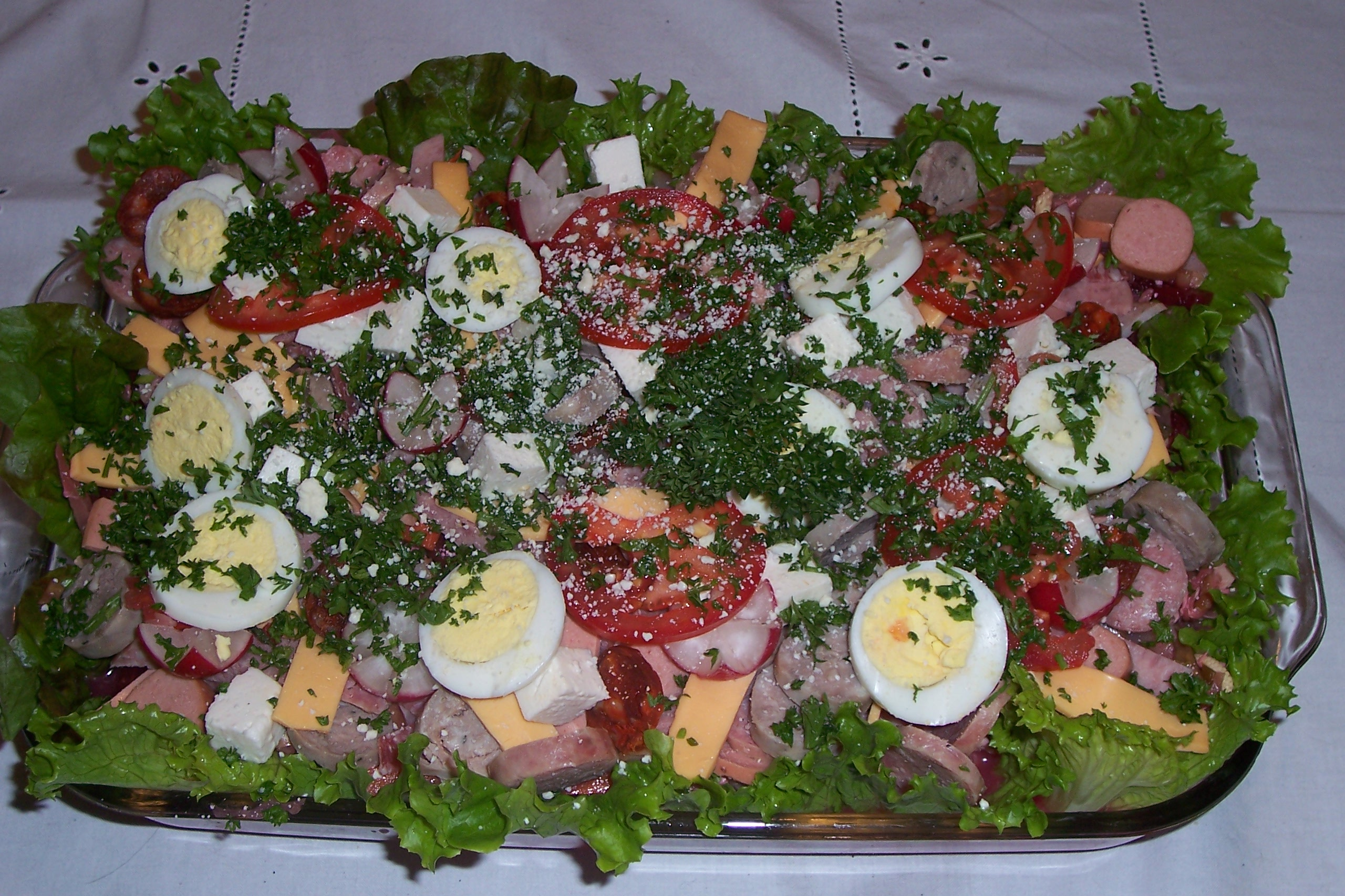
Fiambre (Guatemala).